# Grosse Pointe Woods
Grosse Pointe Woods è una città della Contea di Wayne, nello Stato del Michigan. La popolazione nel 2010 era di 16'135 abitanti. Fa parte della regione metropolitana di Detroit.. Dista all'incirca 16 km dalla periferia di Detroit ed è nell'area nord-est della Contea di Wayne.